# Beccariella baueri
Beccariella baueri là một loài thực vật có hoa trong họ Hồng xiêm. Loài này được (Montrouz.) Aubrév. mô tả khoa học đầu tiên năm 1962.